# 三门列岛
三門列島是位於珠江口之外，處於香港之東南的一組島嶼，位於萬山群島的西北部，現隸屬中華人民共和國廣東省珠海市香洲區擔杆鎮。列島由三門島，三門洲島，橫崗島，黑洲，竹彎頭島等島嶼組成。
島的北面可遠望外伶仃島及香港島，東面為擔杆列島，南面為佳蓬列島，西南為萬山島。

## 外部連結
- 三門列島的鳥瞰圖 （页面存档备份，存于）（（英文），Google地圖）